# Kościół św. Leonarda w Chociszewie
Kościół pw. św. Leonarda w Chociszewie – rzymskokatolicki kościół parafialny znajdujący się we wsi Chociszewo, w województwie mazowieckim. Należy do dekanatu zakroczymskiego diecezji płockiej.

## Historia
Kościół w Chociszewie jest czwartą świątynią wzniesioną w tym miejscu. Pierwszy kościół powstał wraz z erygowaniem parafii w 1452 r. Pierwotny budynek doczekał XVI wieku, kiedy to zastąpiono go nowym kościołem. Kolejny kościół został wzniesiony w 1740 r. z fundacji Władysława Łaźniewskiego, cześnika zakroczymskiego i przetrwał do 1830 r. Obecny budynek zbudowany został w latach 1830–1835 z fundacji Szczepana Miszewskiego. W 1878 r. remontowany i przebudowany kosztem właściciela wsi Józefata Zawidzkiego. Ostatni remont świątyni został przeprowadzony w latach 90. XIX w. pod kierunkiem ks. Stefana Kocota i jego następcy, ks. Zdzisława Ulatowskieo podczas którego, świątyni nadano neogotycki charakter. 

## Architektura i wyposażenie
Jest to budowla drewniana, jednonawowa, orientowana, konstrukcji zrębowej. Od wschodu wydzielone jest prezbiterium mniejsze od nawy, zamknięte prostokątnie po którego bokach znajdują się dwa pomieszczenia z lożami w górnych kondygnacjach. Od południa do nawy dobudowana jest kruchta boczna. Od frontu dostawiona jest dwukondygnacyjna wieża konstrukcji słupowej, zwieńczona dachem namiotowym i czworobocznym hełmem z krzyżem. Budowlę przykrywa blaszany dach jednokalenicowy z kwadratową wieżyczką na sygnaturkę zwieńczoną hełmem z latarnią. Okna zamknięte ostrołukowo. Wnętrze przykrywa strop płaski, wspólny nad prezbiterium i nawą. Kościół otacza neogotycki ażurowy murek. 

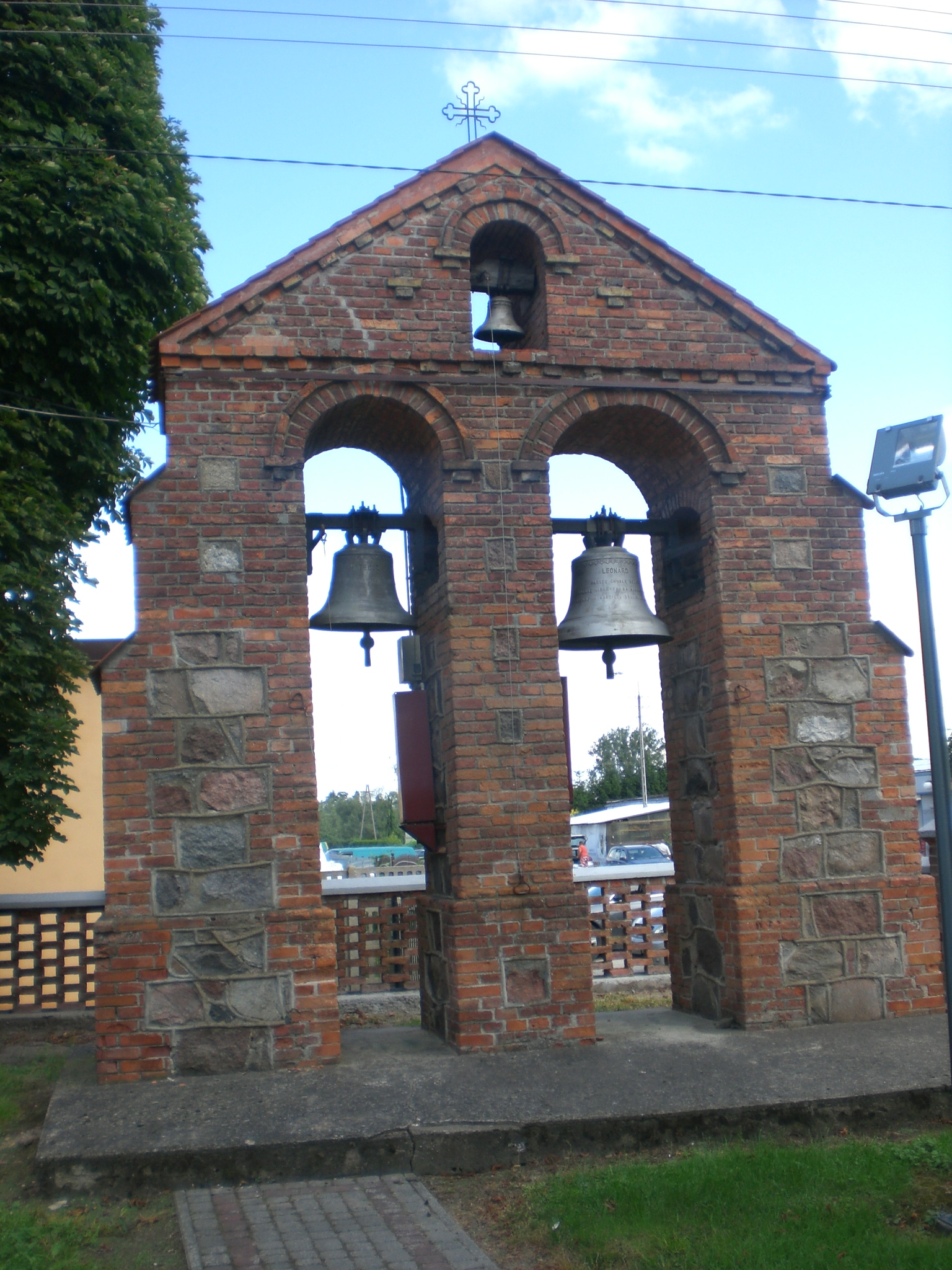
Dzwonnica

Wnętrze kościoła charakteryzuje styl neogotycki. Styl ten widać wyraźnie w kształtach okien i snycerskich elementach we wnętrzu, takich jak oszalowanie w formie arkadek, ażurowe wykończenia i neogotyckie malowidła. Na wyposażeniu świątyni znajduje się późnorenesansowy ołtarz z XVII wieku sprowadzony z Włoch. W ołtarzu mieści się obraz Matki Boskiej Częstochowskiej, pochodzący najprawdopodobniej z XVII stulecia, przysłaniany obrazem św. Katarzyny. Po obu stronach ołtarza umieszczone są figury świętych Piotra i Pawła. Są także dwa ołtarze boczne pochodzące z XIX w. W kruchtach znajdują się cenne późnogotyckie krucyfiksy z 1 poł. XVI w. oraz tablice epitafijne. Z innych elementów wyposażenia świątyni na uwagę zasługują: ozdobna belka tęczowa z krucyfiksem z pierwszej poł. XVII w., neobarokowa chrzcielnica z 1 poł. XIX w. czy oryginalne tabernakulum w kształcie snopu zboża.